# Powiercie
Powiercie [pɔˈvjɛrt͡ɕɛ] är en by i Powiat kolski i det polska vojvodskapet Storpolen. Powiercie är beläget 5 kilometer öster om Koło och 124 kilometer öster om Poznań.

## Förintelsen
Den 16 januari 1942 inledde tyska SS och polisen deportationer från Łódź getto. Judarna transporterades från Łódź till Koło, drygt 9 kilometer nordväst om förintelselägret Chełmno. I Koło övervakade SS och polisen att judarna fördes från godsvagnar till ett smalspårståg, vilket tog dem till Powiercies station, knappt 5 kilometer nordväst om Chełmno. Från Powiercie transporterades judarna på lastbilar till det så kallade "slottslägret" i Chełmno, där mördandet genomfördes.

### Webbkällor
- Judar i Koło, på väg till Chełmno